# Jadranko Prlić
Jadranko Prlić (česky Jadranko Prlič; * 10. června 1959, Đakovo, Jugoslávie, dnes Chorvatsko) je někdejší vůdce bosenských Chorvatů a politik, který v letech 1993 až 1996 sloužil jako předseda vlády Chorvatské republiky Hercegovina-Bosna, neuznané entity v Bosně a Hercegovině. V letech 1994 až 1996 byl spolkovým ministrem obrany a v letech 1997 až 2001 prvním ministrem zahraničních věcí po Daytonské dohodě.
V květnu 2013 byl Prlić odsouzen na 25 let Mezinárodním trestním tribunálem pro bývalou Jugoslávii (ICTY), sídlícím v nizozemském Haagu, za válečné zločiny proti Bosňákům během chorvatsko-bosňácké války.

## Životopis
Kolem roku 1975 vstoupil do Svazu komunistů. V roce 1987 získal doktorát na Ekonomické fakultě v Sarajevu a posléze působil jako univerzitní profesor ekonomie na univerzitě v Mostaru. Než se stal řádným profesorem, prošel všemi úrovněmi profesury. V roce 1989 se Prlić stal viceprezidentem státní výkonné rady Bosny a Hercegoviny. Během voleb v roce 1990 a bezprostředně po nich zastával funkci úřadujícího prezidenta vlády Bosny a Hercegoviny. Začátkem března 1992 odcestoval do Spojených států, aby studoval americký přístup k tržní ekonomice. Po jeho návratu do Mostaru bylo město v obležení a Prlić se připojil k chorvatské radě obrany a aktivně se účastnil války. Od roku 1993 zastával úřad předsedy vlády samozvané Chorvatské republiky Herceg-Bosna.

## Obžaloba
Mezinárodní trestní tribunál pro bývalou Jugoslávii uvádí, že jako přední politik Chorvatské rady obrany nebo HVO měl Prlić na počátku 90. let téměř úplnou moc a kontrolu nad vládou Chorvatské republiky Herceg-Bosna. Proto jako vůdce vlády HVO měl pravomoc odstranit vojenské civilní velitele, kteří se podíleli na nařízených zločinech proti lidskosti. Měl moc zavřít koncentrační tábory HVO.
Byl obviněn z:
- 9 případů závažných porušení ženevských konvencí (úmyslné zabíjení; nelidské zacházení (sexuální napadení); nezákonná deportace civilisty; nezákonné přemístění civilisty; nezákonné zadržování civilisty; nelidské zacházení (podmínky uvěznění); nelidské zacházení; rozsáhlé zničení majetku, neodůvodněné vojenskou nutností a provedené nezákonně a svévolně; přivlastnění majetku, neodůvodněné vojenskou nutností a provedené nezákonně a svévolně)
- 9 počet případů porušení zákonů nebo válečných zvyklostí (kruté zacházení (podmínky uvěznění); kruté zacházení; nezákonná práce; svévolné ničení měst, městeček nebo vesnic nebo ničení neodůvodněné vojenskou nutností; ničení nebo úmyslné poškození institucí oddaných náboženství nebo vzdělání; drancování veřejného nebo soukromého majetku; nezákonné útoky na civilisty; nezákonné vyvolávání teroru na civilistech; kruté zacházení)
- 8 trestných činů proti lidskosti (pronásledování z politických, rasových a náboženských důvodů; vražda; znásilnění; deportace; nelidské činy (násilné přemístění); uvěznění; nelidské činy (podmínky uvěznění); nelidské činy)

### Odsouzení
9. května 2013 ICTY prvoinstančním verdiktem odsoudil Prliće k 25 letům vězení z válečných zločinů, spočívajících zejména v pronásledování a etnických čistkách, spáchaných na bosenských muslimech v rámci války v Jugoslávii v 90. letech 20. století.. Tribunál rovněž odsoudil pět dalších válečných vůdců ze společného procesu: ministra obrany Herceg-Bosny Bruna Stojiće (20 let), vojenské důstojníky Slobodana Praljaka (20 let) a Milivoje Petkoviće (20 let), velitele vojenské policie Valentina Ćoriće (16 let) a vedoucího výměny vězňů a vazebních zařízení Berislava Pušiće (10 let). Sněmovna rozhodla většinou, přičemž předsedající soudce Jean-Claude Antonetti nesouhlasil, že se účastnili společného zločinného plánu (Joint criminal enterprise - JCE) proti nechorvatskému obyvatelstvu Bosny a Hercegoviny. Komora dospěla k závěru, že „ve většině případů nebyly spáchané zločiny náhodnými činy několika neukázněných vojáků. Tyto zločiny byly naopak výsledkem plánu vypracovaného členy JCE, jehož cílem bylo trvale odstranit Muslimskou populaci z Herceg-Bosny." Komora také většinou rozhodla, že se na JCE podílel i chorvatský prezident Franjo Tuđman, ministr obrany Gojko Šušak a generál Janko Bobetko. V listopadu 2017 ICTY znovu potvrdil prvoinstanční verdikt, že se Tuđman, stejně jako někteří další vysocí chorvatští úředníci, podíleli na společném zločinném plánu s obžalovanými s cílem pronásledovat Bosňáky.“
Odvolací senát ICTY 29. listopadu 2017 potvrdil téměř všechna odsouzení proti Prlićovi a jeho spoluobžalovaným, jakož i délku jejich trestu.